# Electrolux
Aktiebolaget Electrolux är en av världens största tillverkare av vitvaror. Electrolux tillverkar bland annat tvättmaskiner, diskmaskiner, kylskåp, spisar och dammsugare. Electrolux är också ägare av flera andra varumärken i samma bransch som till exempel Elektro-Helios, Zanussi, AEG och Volta.
Electrolux bildades 1919 genom en sammanslagning av företagen Elektromekaniska AB, grundat 1910, och AB Lux, grundat 1901. Sammanslagningen genomfördes av dammsugarproducenten Axel Wenner-Gren.
Huvudkontoret är beläget på Sankt Göransgatan 143 i stadsdelen Stadshagen i Stockholm. Koncernens huvudkontor flyttade 1908 från Kungsholmen till Lilla Essingen och flyttade igen 1999 till Sankt Göransgatan.

## Historik

### Tidig historia

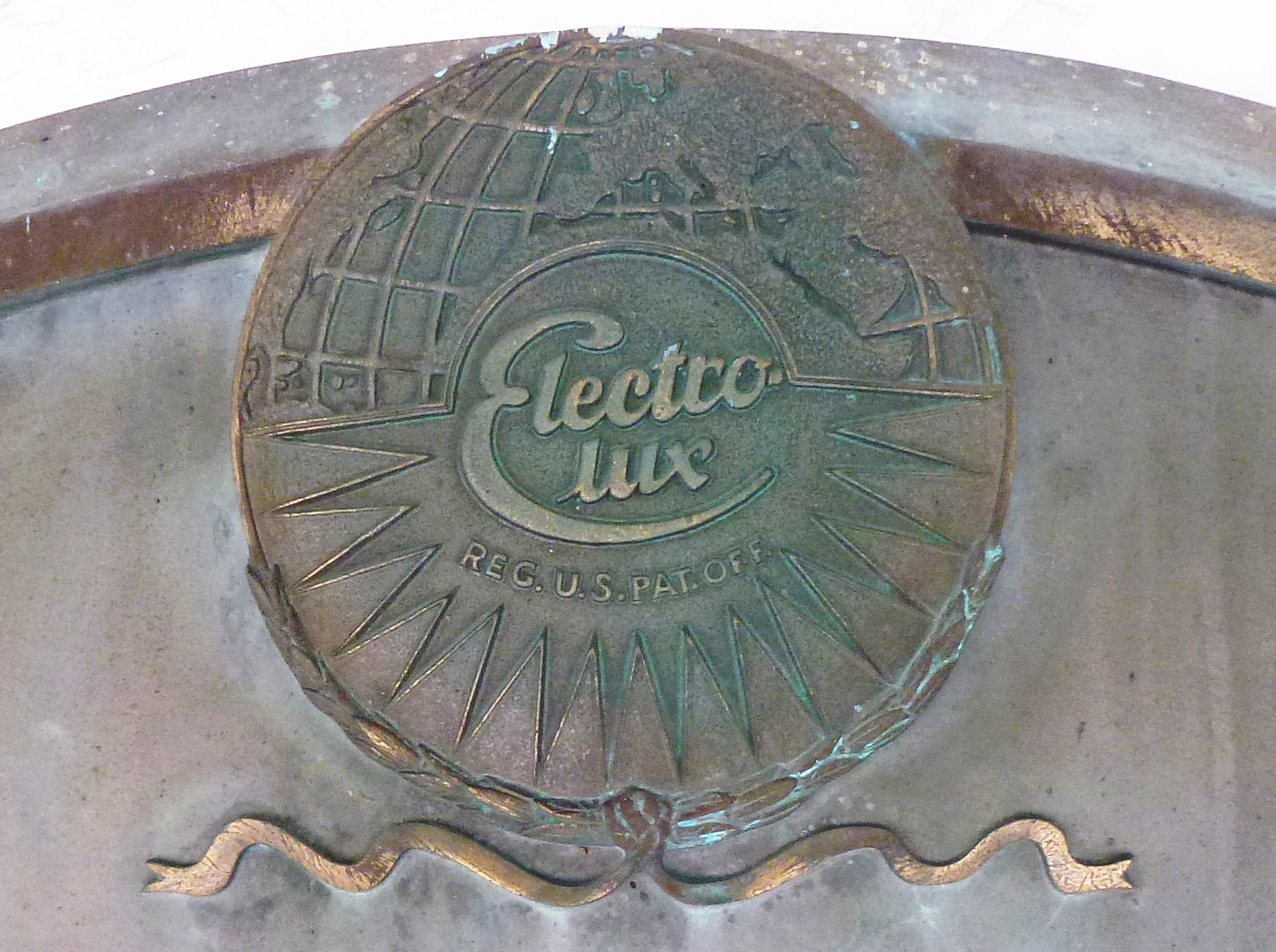
Tidig logotyp på en minnestavla vid Häringe slott.

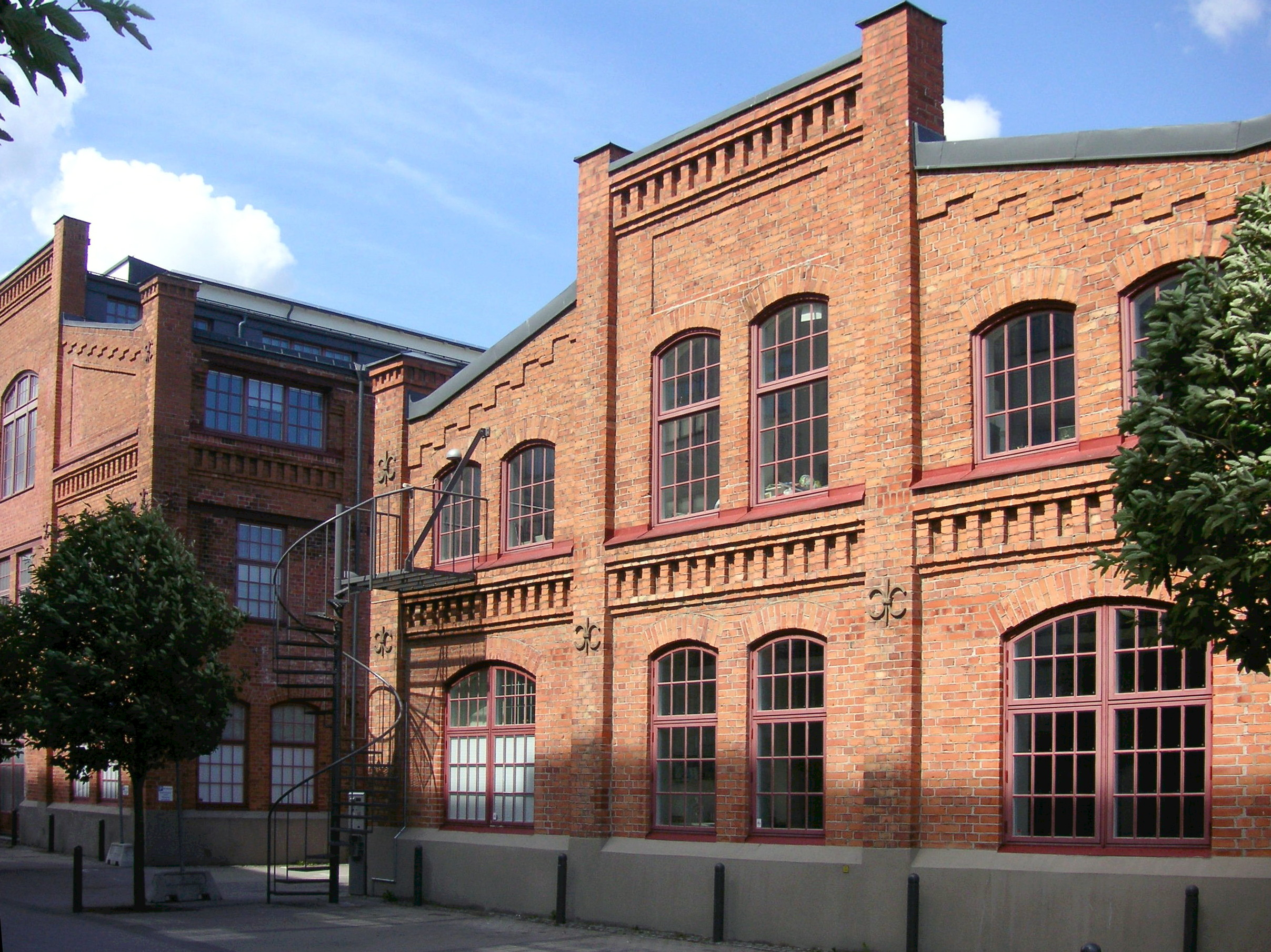
Lux tidigare fabriker på Lilla Essingen.

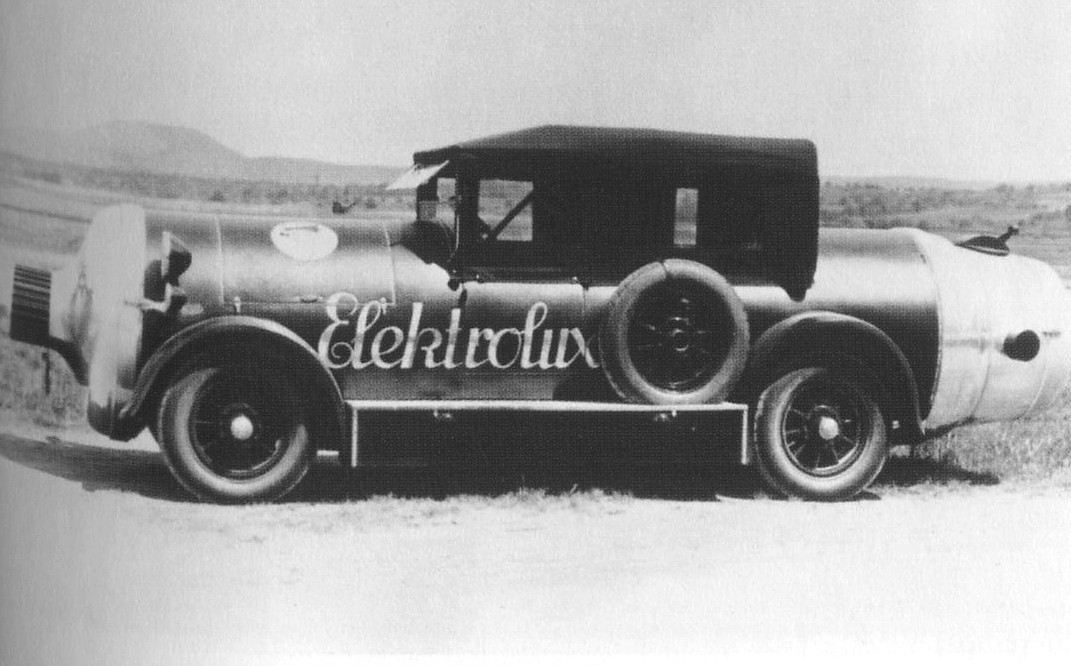
Reklambil utformad som en dammsugare, firmanamnet stavat med "k", 1920-tal.

Aktiebolaget Lux grundades 1901 på Kungsholmen. Företaget tillverkade gaslampor, den så kallade Luxlampan, för utomhusbelysning. 1908 flyttade AB Lux till Lilla Essingen en liten ö i Stockholm. 1912 inleddes ett samarbete med Axel Wenner-Gren. Den första dammsugaren, Lux 1, tillverkades vid företagets fabrik vid Lilla Essingen. Dammsugarna såldes via hemförsäljning. Axel Wenner-Gren grundade 1915 försäljningsbolaget Svenska Elektron. Svenska Elektron köpte in sig i Elektromekaniska. 1917 köpte Axel Wenner-Gren firman Lux och 1918 följde en överenskommelse mellan Lux och Svenska Elektron och 1919 skedde namnbytet till Elektrolux.
Elektrolux sålde dammsugare från starten och från 1925 även kylskåp genom dotterbolaget AB Arctic efter att ha köpt uppfinningen av Baltzar von Platen och Carl Munters. Tillverkningen av kylskåp sköttes vid bolagets fabrik i Motala. 
För produktion av hushållsapparater i stor skala bildades 1919 AB Elektrolux med Wenner-Gren som huvudägare fram till 1956, då han sålde sin andel till Wallenbergsfären. Under Wenner-Grens ledning utvecklades Elektrolux till landets mest ledande företag med tillverkning av dammsugare och kylskåp. En internationalisering tog vid under 1920-talet då Elektrolux startade upp produktion i Berlin, Luton i Storbritannien och Courbevoie i Frankrike. Utökningen var välbehövlig då fabriken i Lilla Essingen inte räckte till för att möta efterfrågan på dammsugare. 1931 utökades verksamheten med fabriker i Old Greenwich, Connecticut i USA och Australien. 1934 blev Elektriska AB Volta en del av Elektrolux.

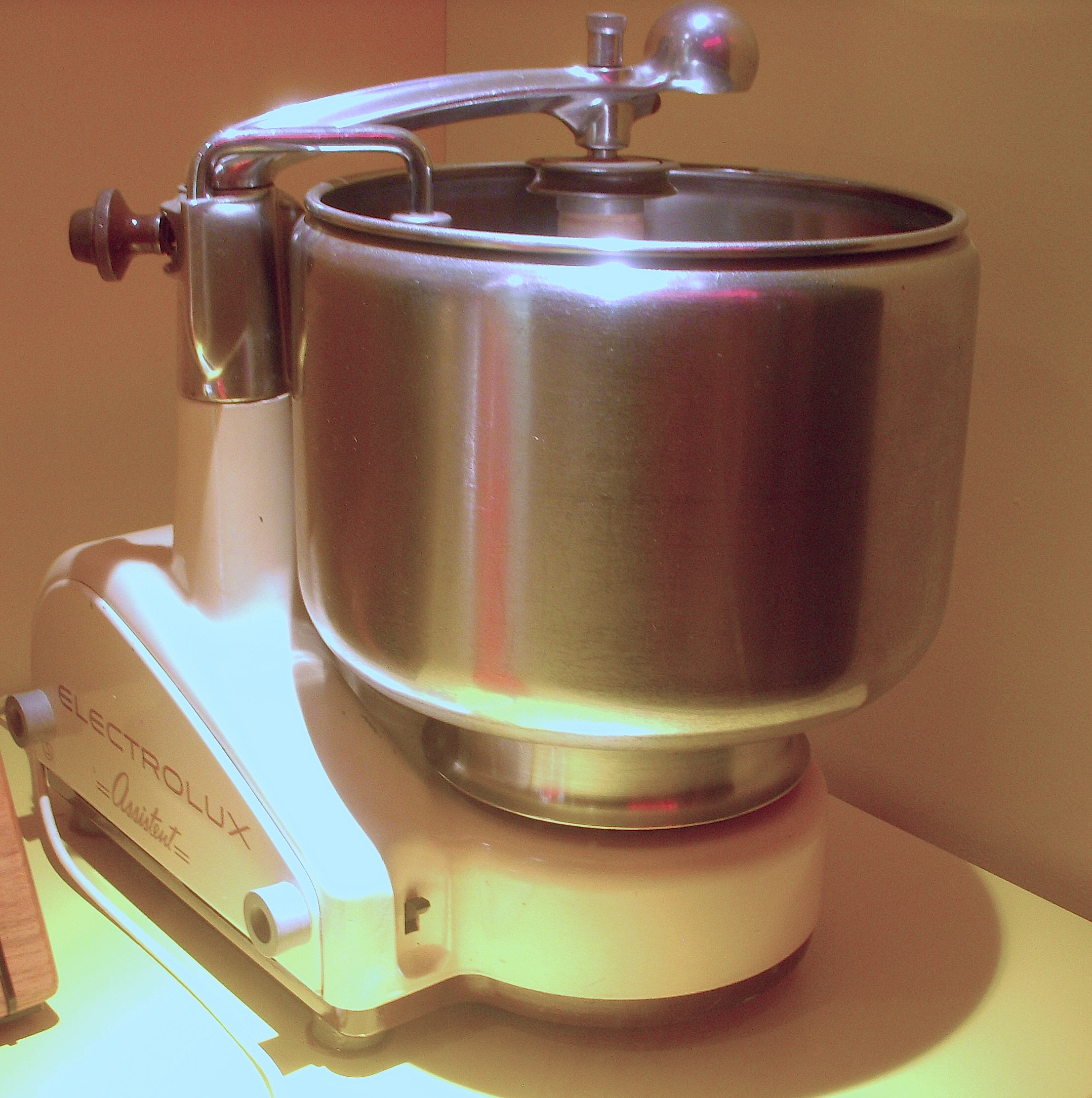
Electrolux "Assistent", 1940.

1948 anlades en ny fabrik i Västervik för tillverkning av elektriska småmotorer, den fabriken kom i början av 1950-talet att utvidgas för att sköta tillverkningen av tvättmaskiner. 1951 köpte man även en fabrik i Säffle för tillverkning av stålinredningar till industrilokaler. Elektrolux övertog även tillverkningen av båtmotorerna Penta och Archimedes och förlade tillverkningen till Sundbyberg.
Golvbonare tillkom i sortimentet på 1930-talet och köksmaskinen Assistent 1940.

### 1950- och 1960-talen

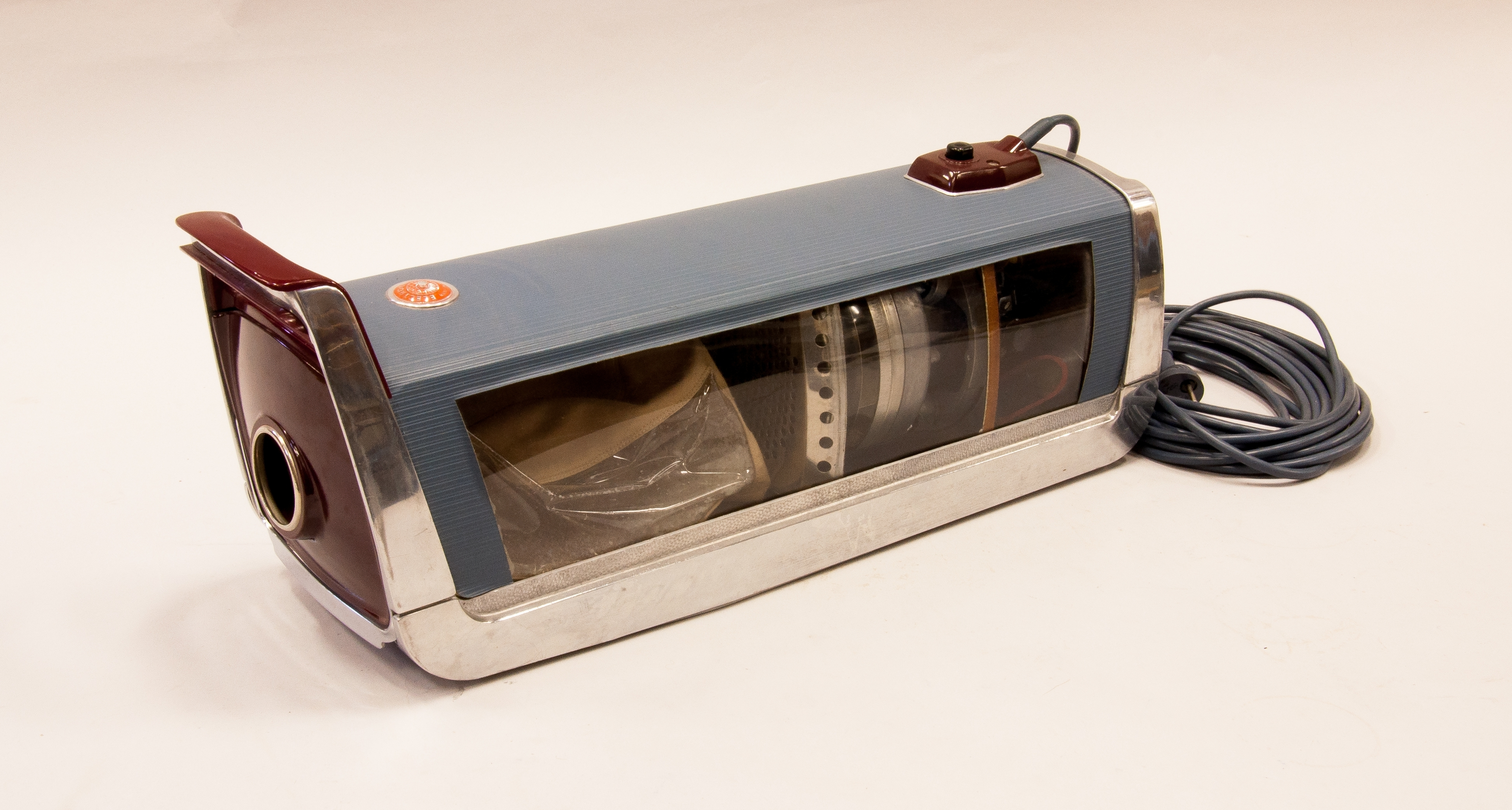
Electrolux ZA 70 dammsugare från 1958, utskuren för att visa funktionen.

1951 tillkom tvättmaskiner, 1956 frysboxar och 1959 diskmaskiner (den så kallade runda burken, bänkdiskmaskin modell D10 som tillverkades från 1959 fram till 1973 i över 50 000 exemplar). Namnet ”Elektrolux” (som utåt använts i Sverige och Tyskland) ändrades 1957 till ”Electrolux” i hela världen. Bland de formgivare som vid denna tid arbetade för Electrolux fanns Sixten Sason som bland annat ritade en golvbonare. År 1957 bytte företaget namn från Elektrolux till Electrolux och 1962 fusionerades bolaget med Elektro Helios. I samband med köpet av Elektro Helios tillkom flera fabriker, bland annat i Mariestad och Alingsås. Deras sortiment av kompressorkylskåp, spisar och storköksutrustningar kompletterar Electrolux sortiment. Samma år lanseras det nya Electroluxmärket. För designen stod Carlo Vivarelli från Schweiz. 1963 följde skapandet av en egen designavdelning under ledning av Hugo Lindström. En av avdelningens första produkter var Luxomatic. Då har Electrolux två år tidigare lanserat sina första kantiga kylskåp formgivna av Carl Otto. 1956 blev Wallenbergsfären genom AB Separator huvudägare i Electrolux.

### Electrolux under Hans Werthén
År 1967 tillträdde Hans Werthén som vd och omstruktureringen av den splittrade västeuropeiska vitvarubranschen inleddes. Electrolux var initiativtagare till en förändring i Skandinavien där tanken var att gå från en stagnerade mindre koncern till att växa genom att köpa upp konkurrenter. Electrolux köpte norska Elektra (spisar), danska Atlas (kylskåp) och senare finska Slev (spisar och bastuaggregat). Året därpå förvärvades gräsklipparföretaget Flymo med bas i både Sverige och Storbritannien och 50 procent i städföretaget ASAB. Ankarsrums bruk blev en del av Electrolux 1968, 1972 Överums Bruk AB och 1973 förvärvades kontorsmaskinföretaget Facit AB, ett köp vid sidan av Electrolux huvudtillverkning. Med köpet följde tillverkning av köks- och badrumssnickerier genom Ballingslöv. Wascator såldes 1973 till Electrolux, som dittills trots många försök aldrig hade lyckats etablera sig på "den våta sidan" inom vitvarubranschen. Lågkonjunkturen i mitten av 1970-talet framtvingade omstruktureringar av produktionen.

#### Electrolux Home

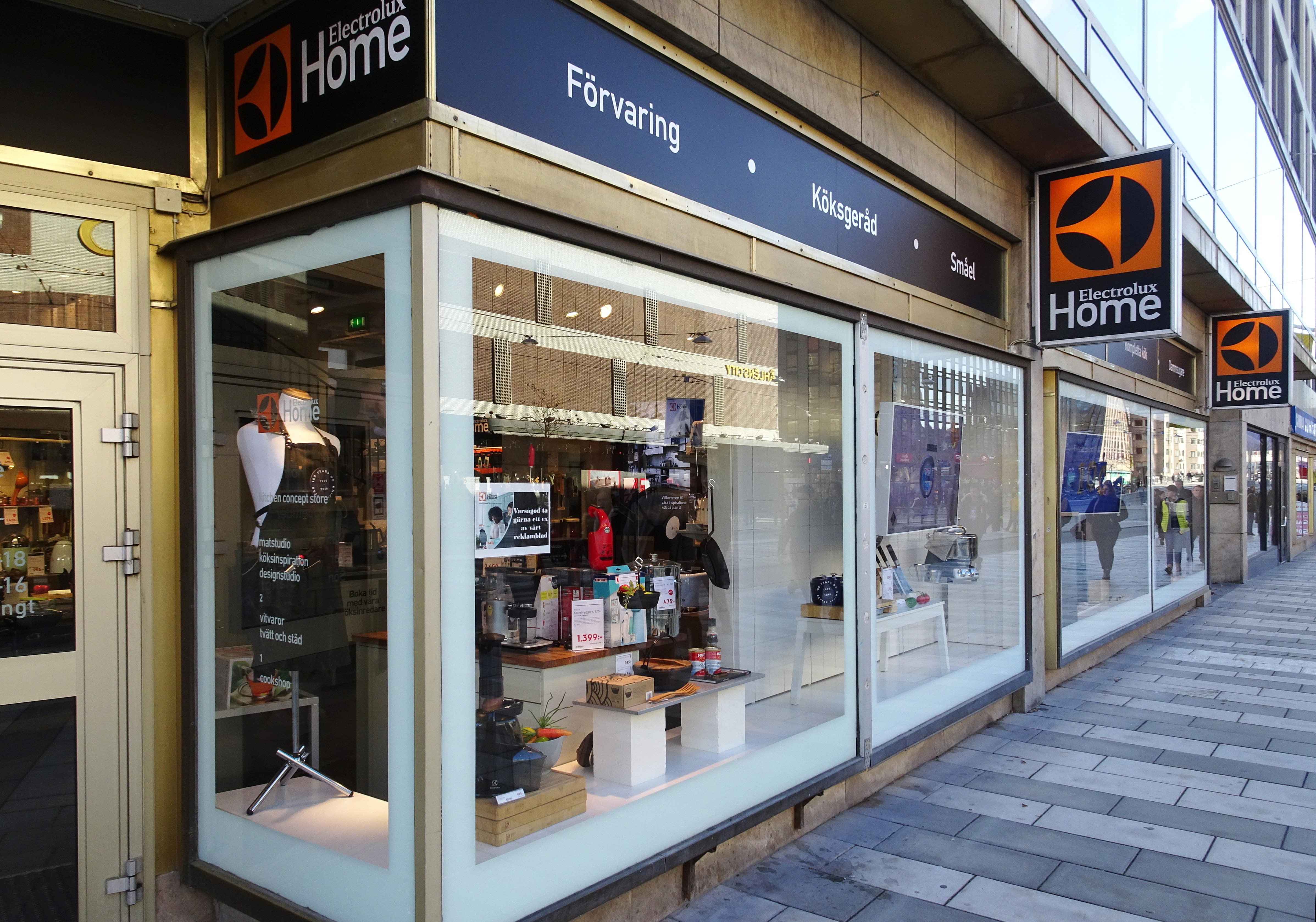
Electrolux Home på Klarabergsgatan i Stockholm, 2019.

Egna butikskedjan Electrolux Home startade 1995 och har cirka 40 butiker (2020) över hela Sverige. Electrolux Home är en butikskedja för köket och erbjuder kompletta köks- och förvaringsinredningar, vitvaror och ett sortiment av hushållsapparater. Electrolux Home AB är ett helägt dotterbolag inom Electrolux-koncernen.

#### Företagsuppköp
År 1975 utsågs Hans Werthén till styrelseordförande och Gösta Bystedt till vd. Tillsammans drev de två en stor förändringsprocess inklusive ett stort antal förvärv. Under 1970-talet förvärvade Electrolux närmare 60 bolag i hela världen. 1976 förvärvades vitvaruproducenten Arthur Martin och dammsugarföretaget Tornado. Köpen inkluderade Nestor Martin i Belgien och Menalux i Schweiz. Med Tornado följde ett dotterbolag i Holland. 1978 förstärktes Electrolux svenska hushållsproduktsektor genom köpet av Husqvarna. Det innebar också ett helt nytt tillskott i produktsortimentet – motorsågar. Detta initierade i sin tur flera köp i samma bransch, Partner samma år och Jonsereds Fabrikers AB med motorsågsmärket Jonsered och Pioneer året därpå. Motorsågsverksamheten samlades i bolaget Electrolux Motor AB som existerade fram till 1991. Vitvaruföretaget Therma i Schweiz förvärvades. 1979 förvärvades Tappan i Mansfield som tillverkade mikrovågsugnar och spisar.
År 1980 genomförde Electrolux en storaffär, metallkonglomeratet Gränges (gruvor, stålverk, aluminium och koppar, bilbälten, med mera) förvärvades för 725 miljoner kronor. År 1981 förvärvades franska Paris Rhône och tyska Progress. Anders Scharp utsågs till vd. År 1984 förvärvades italienska Zanussi, grundat 1916, inklusive dotterbolag. År 1985 utökades vitvarusektorns sortiment av tvättmaskiner och torktumlare genom köp av Zanker i Tyskland och Duo-Therm i USA (även luftkonditionering). År 1985 köptes Beijer Byggmaterial. År 1986 förvärvades USA:s tredje största vitvaruföretag White Consolidated Industries Inc, med varumärken som Frigidaire, Gibson Appliance, Kelvinator och White-Westinghouse; även metallåtervinningsföretaget Gotthard Nilsson förvärvades 1986 och koncernens totala omsättning var 53 miljarder kronor. År 1986 lämnade Bystedt arbetet som koncernchef och övergick till att sitta i styrelsen i Electrolux. År 1987 köpte Electrolux vitvarudivisionen inom brittiska Thorn EMI med märken som Tricity, Stott Benham, Parkinson Cowan med flera. Vitvaruavdelningen förstärktes också 1988 genom köp av Corberó och Domar, Spaniens ledande företag i branschen. I slutet av 1980-talet var Electrolux ett av de dominerande företagen för vitvaror i världen.
År 1988 förstärktes affärsområdet utomhusprodukter genom köpet av American Yards Products i Orangeburg, South Carolina, namnändrat till Yardpro. Kompressortillverkaren Unidad Hermética förvärvades. Bilbältesverksamheten fick flera europeiska tillskott. År 1989 befästes Electrolux ledarplats i Europa genom förvärvet av tyska Buderus-gruppens tillverkning av produkter för hem och storkök inklusive industriella tvättmaskiner. År 1990 breddades sortimentet av utomhusprodukter genom förvärv av amerikanska Allegretti & Co, som tillverkade bland annat batteridrivna trädgårdsredskap. Samtidigt såldes vissa mer perifera delar av verksamheten när Facit AB såldes 1983, Beijer Bygg 1989 och Tvättman AB 1991.

### 1990- och 2000-talen

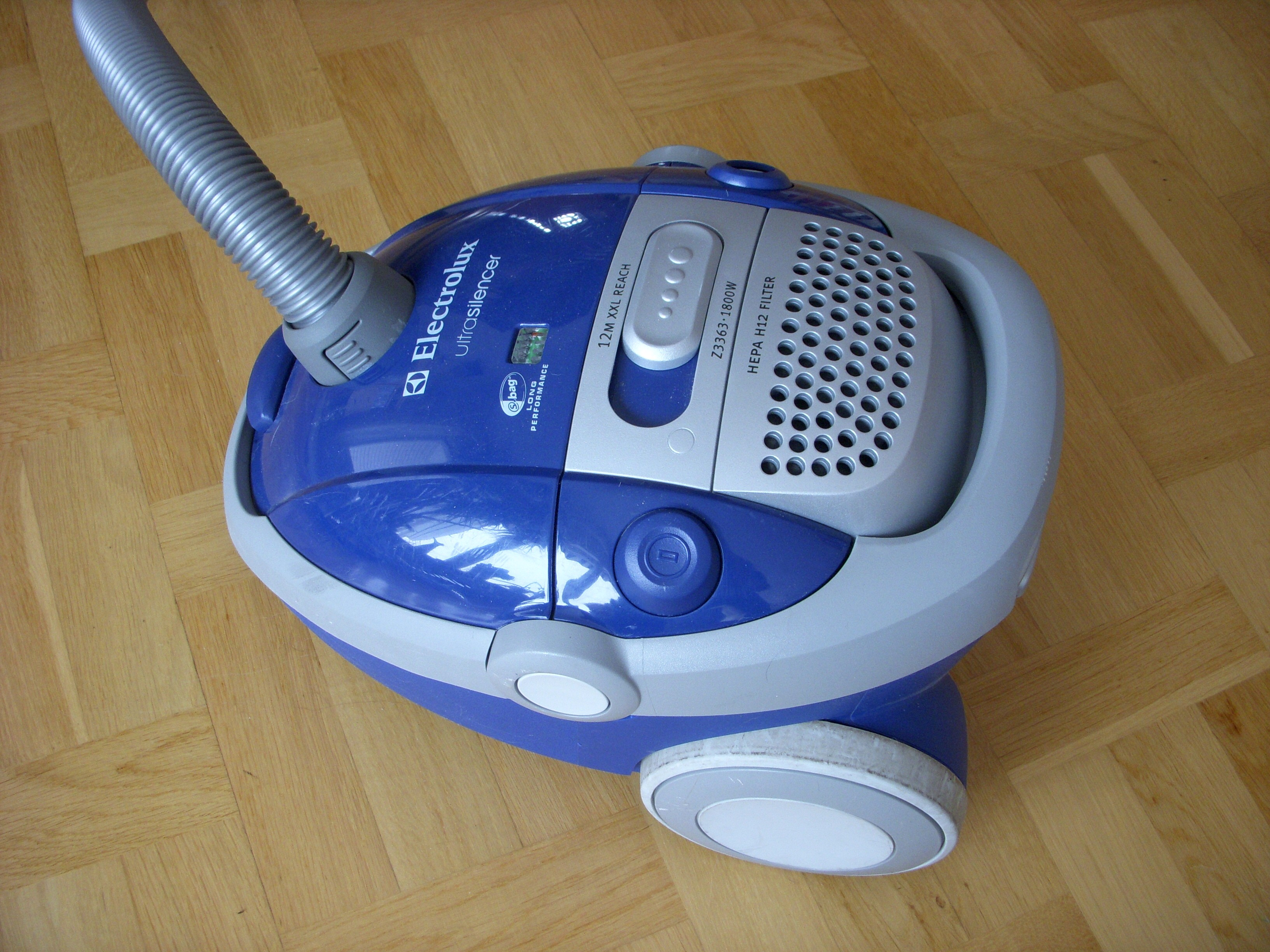
En dammsugare av märket "Electrolux".

Hans Werthén avgick 1991 som ordförande och efterträddes av Anders Scharp. Leif Johansson utsågs till vd. 1991 förvärvades det ungerska vitvaruföretaget Lehel. Huvuddelen av affärsområdet Kommersiell service avyttrades. 1996 stärkte Electrolux sin position i Sydamerika genom förvärvet av den näst största vitvarutillverkaren i Brasilien, Refripar, sedermera Electrolux do Brasil.
År 1997 avyttrades affärsområdena industriprodukter, symaskiner, jordbruksmaskiner och inredningsdekorationer. Michael Treschow utsågs till ny vd och koncernchef. Året därpå avyttrades affärsområdena återvinning, köks- och badrumsinredningar och tunneltvättmaskiner för professionellt bruk. 1999 avyttrades affärsområdena mat- och dryckesautomater samt direktförsäljningen av dammsugare (AB Lux). 1999 flyttade bolaget huvudkontor och kvarvarande verksamhet från Lilla Essingen till Sankt Göransgatan i Stadshagen. 2001 lanserades Electrolux självgående dammsugare Trilobite under hösten, då den första självgående dammsugaren på marknaden.
År 2011 hade Electrolux tillverkning i 19 länder där flera nya fabriker byggts upp i Asien, Mexiko och Östeuropa. Samtidigt har flera fabriker stängs, bland annat i North Carolina i USA och L'Assomption i Kanada.
År 2006 knoppades Husqvarna av och blev åter ett självständigt bolag. I Husqvarna ingår varumärkena Jonsered och Partner.
Den 23 mars 2020 knoppades Electrolux Professional AB av som ett självständigt bolag som är börsnoterat på Nasdaq Stockholms Large Cap lista. Företaget levererar storkök och tvättutrustning för professionella användare.

## Tillverkningsorter

### Tidigare tillverkningsorter
- Alingsås
- Ankarsrum
- Ingelstad[13][14]
- Mariestad
- Motala
- Västervik

### Nuvarande tillverkningsorter
- Nygård

## Electrolux Professional
Electrolux Professional Group är en producent av produkter till storkök, dryck och tvätt för professionella användare. Bolaget separerades från Electrolux i mars 2020 och noterades då som ett självständigt bolag på Stockholmsbörsen.
Bolaget har sitt huvudkontor i Stockholm och hade år 2022 en global försäljning på ca 11 miljarder kronor och 4 000 anställda. Man har 12 fabriker i sju länder.

## Varumärken (urval)
Varumärken som ingår i Electroluxkoncernen.
Electrolux produkter tillverkas över hela världen under märken såsom:
- AEG
- Elektro-Helios
- Wascator
- Volta
- Zanussi

## Företagsledning

### Styrelseordförande
- Axel Hemming-Sjöberg, 1919–1926
- Axel Wenner-Gren, 1926–1939
- Axel Enström, 1939–1948
- Sigurd Nauckhoff, 1948–1952
- Gustaf Sahlin, 1952–1963
- Ragnar Söderberg, 1963–1975
- Hans Werthén, 1975–1991
- Anders Scharp, 1991–1998
- Rune Andersson, 1998–2004
- Michael Treschow, 2004–2007
- Marcus Wallenberg, 2007–2014
- Ronnie Leten, 2014–2018
- Staffan Bohman, 2018–2024
- Torbjörn Lööf, 2024-

### Verkställande direktörer
- Axel Wenner-Gren, 1919–1926
- Ernst Aurell, 1926–1930
- Harry G. Faulkner, 1930–1941
- Gustaf Sahlin, 1941–1952
- Elon V. Ekman, 1952–1963
- Harry Wennberg, 1963–1967
- Hans Werthén, 1967–1975
- Gösta Bystedt, 1975–1981
- Anders Scharp, 1981–1991
- Leif Johansson, 1991–1997
- Michael Treschow, 1997–2002
- Hans Stråberg, 2002–2010
- Keith McLoughlin, 2011–2016
- Jonas Samuelson, 2016–2024
- Yannick Fierling, 2025-

## Samarbete med högskolor och universitet
Företaget är en av de främsta medlemmarna, benämnda Senior Partners, i Handelshögskolan i Stockholms partnerprogram för företag som bidrar finansiellt till Handelshögskolan i Stockholm och nära samarbetar med den vad gäller utbildning och forskning.